# Azorella valentini
Azorella valentini är en växtart i släktet Azorella och familjen flockblommiga växter.
Arten är en liten buske som förekommer i södra Chile och södra Argentina. Den beskrevs först av Carlos Luis Spegazzini och fick sitt nu gällande namn av Martina Fernández och Carolina I. Calviño.